# کاسادور
کاسادور (به پرتغالی: Caçador) یک منطقهٔ مسکونی در برزیل است که در سانتا کاتارینا واقع شده‌است. کاسادور ۹۸۴٫۲۸۵ کیلومتر مربع مساحت و ۷۹٬۳۱۳ نفر جمعیت دارد و ۹۲۰ متر بالاتر از سطح دریا واقع شده‌است.